# 爱德华·科贝林斯基
爱德华·科贝林斯基（波蘭語：Edward Kobyliński，1908年1月15日—1992年9月7日），波兰男子赛艇运动员。他曾代表波兰参加1932年和1936年夏季奥林匹克运动会赛艇比赛，其中1932年奥运会获得一枚铜牌。